# Sebastian von Diesbach

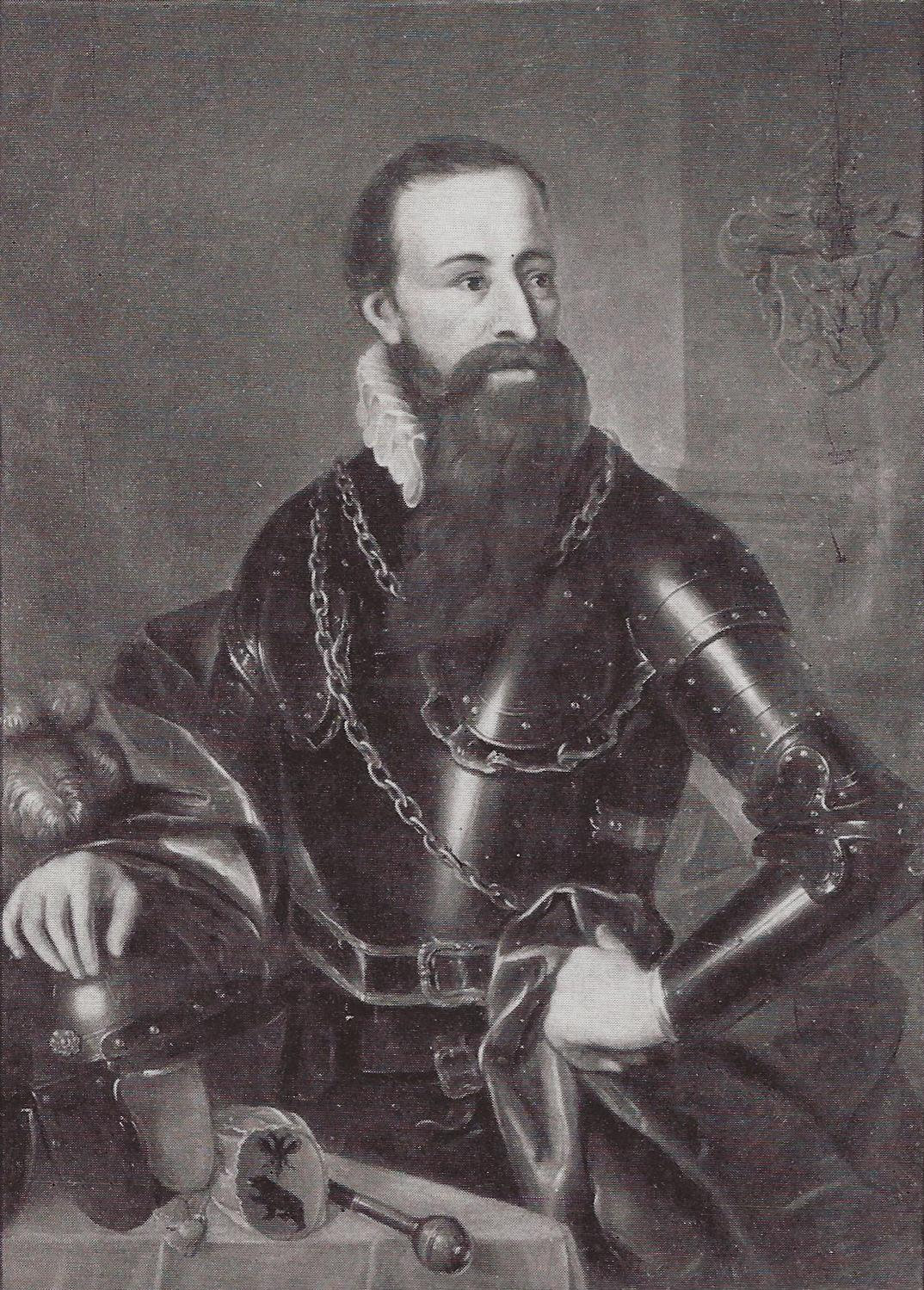
Sebastian von Diesbach, Phantasiebild des 18. Jahrhunderts

Sebastian von Diesbach (* 16. Februar 1481 in Bern; † 20. Oktober 1537 in Freiburg im Üechtland) war Schultheiss der Stadt Bern.
Sebastian von Diesbach war der Sohn des Ludwig von Diesbach und der Antonia von Ringoltingen. Er heiratete 1509 Dorothea von Hallwyl († 1517) und um 1518 Louise Mestral. Nach einem Studienaufenthalt in Paris leistete er Kriegsdienst und gelangte nach seiner Rückkehr nach Bern 1504 in den Grossen Rat.
Als Leutnant der bernischen Truppen nahm er 1513 an der Schlacht von Novara teil. Als französischer Oberst diente er später in der Picardie und 1522 nahm er in mailändischen Diensten an der Schlacht bei Bicocca teil. 
Diesbach wurde 1514 in den Kleinen Rat gewählt, 1515 wurde er Schultheiss von Burgdorf, 1518 wurde er Heimlicher von Burgern, und ab 1519 war er wiederum im Kleinen Rat. Im selben Jahr reiste er als Vermittler nach Freiburg und zum Herzog von Savoyen, 1521 als Gesandter zur Bundesbeschwörung mit König Franz I. nach Paris. 1525 wurde er Heimlicher vom Rat. 1529 wurde er zum Schultheiss von Bern gewählt. In den beiden Kappelerkriegen führte er die bernischen Truppen gegen die fünf katholischen Orte, war jedoch der Reformation gegenüber kritisch eingestellt. 1533 wurde er bei der Schultheissenwahl übergangen und 1534 wegen eines ungeklärten Bestechungshandels seiner Ämter enthoben. Er gab daraufhin das bernische Burgerrecht auf und zog zu seinem Bruder Rochus von Diesbach nach Freiburg im Üechtland. 
Sebastian von Diesbach besass zeitweise das Landgut Löwenberg bei Murten.